# Эль-Мессауди, Ахмед
Ахме́д Эль-Мессауди́ (араб. ياسين بامو‎; фр. Ahmed El Messaoudi; род. 3 августа 1995, Брюссель) — марокканский футболист, полузащитник казахстанского клуба «Тобол». Бывший игрок сборной Марокко.

## Клубная карьера
Эль-Мессауди — воспитанник клуба «Льерс». 26 декабря 2013 года в матче против «Мехелена» он дебютировал в Жюпиле лиге. Летом 2015 года на правах аренды был отдан в аренду в льежский «Стандард». 2 августа в матче против «Зюлте-Варегем» он дебютировал за новый клуб. В начале 2016 года Эль-Мессауди на правах аренды присоединился к «Мехелену». 30 января в матче против «Шарлеруа» он дебютировал за новую команду. Летом 2017 года «Мехелен» выкупил трансфер Ахмеда.
Летом 2018 года Эль-Мессауди был отдан в аренду в ситтардскую «Фортуну». 11 августа в матче против «Эксельсиора» он дебютировал в Эредивизи. 16 сентября в поединке против НАК Бреда Ахмед забил сов первый гол за «Фортуну».

## Международная карьера
Эль-Мессауди играл за молодёжные сборные Бельгии различных возрастов. В 2015 году он принял решение играть за историческую родину. 28 марта в товарищеском матче против сборной Уругвая Эль-Мессауди дебютировал за сборную Марокко.

## Достижения
«Тобол» Костанай
- Обладатель Суперкубка Казахстана: 2024